# James Pierre
James Pierre Jr. (Deerfield Beach, 16 settembre 1996) è un giocatore di football americano statunitense, cornerback dei Pittsburgh Steelers.

## Caratteristiche tecniche
È un cornerback discretamente agile, apprezzato principalmente per la sua costanza nella solidità prestazionale.

## Carriera

### Carriera collegiale
Frequenta la Deerfield Beach High School di Deerfield Beach, Florida; nel febbraio 2016 sceglie di fare richiesta di ammissione per l'Università della Carolina del Nord a Chapel Hill, venendo tuttavia respinto. Ripiega quindi sull'università di Syracuse. Si trasferisce quindi alla Florida Atlantic University. Nel gennaio 2020 rinuncia all'ultimo anno universitario per potersi candidare al Draft NFL 2020.

### Carriera universitaria
Dopo aver mancato la selezione al Draft 2020, nell'aprile dello stesso anno Pierre viene ingaggiato come undrafted free agent dai Pittsburgh Steelers. Al termine della pre-season risulta l'unico undrafted free agent degli Steelers ad essere incluso nella rosa attiva finale della franchigia. Debutta tra i professionisti il 19 settembre 2020, nella gara di week 1 contro i New York Giants. Il 10 ottobre 2021 realizza invece il suo primo intercetto in NFL, interrompendo un'azione avversaria ai margini dell'end zone e sigillando così il successo sui Denver Broncos (27-19).